# استریسک (پی‌بی‌اکس)
استریسک (به انگلیسی: Asterisk) یک پیاده‌سازی نرم‌افزاری از PBX است که در سال ۱۹۹۹ توسط مارک اسپنسر از شرکت دیجیوم طراحی شد. همانند هر برنامه PBX دیگر، استریسک هم به تلفن‌هایی که به هم متصل شده‌اند اجازه می‌دهد تا تماسی را از یکی به دیگری برقرار کنند و همچنین به آنها اجازه می‌دهد به سرویس‌های مکالمه راه دور (تلفنی) دیگر، همانند وویپ و PSTN متصل شوند. نام این برنامه از کاراکتر * (که استریسک نام دارد) گرفته شده‌است. استریسک یک نرم‌افزار دوپروانه‌ای است و تحت دو پروانه نرم‌افزاری مختلف عرضه می‌شود. یکی به صورت نرم‌افزار آزاد و تحت پروانه جی‌پی‌ال و دیگری تحت یک پروانه انحصاری. این برنامه در اصل برای لینوکس توسعه داده شده اما بر روی سیستم‌عامل‌های دیگری از جمله فری‌بی‌اس‌دی، نت‌بی‌اس‌دی، اوپن‌بی‌اس‌ده، مک اواس ده و سولاریس هم اجرا می‌شود. استریسک برای اجرا شدن بر روی سیستم‌های توکار همانند OpenWrt هم به اندازه کوچک است.
کتاب آموزش جامع استریسک برگرفته از کتاب مرجع برای اولین بار در سال ۱۳۹۵ به زبان فارسی منتشر شد.